# Gabriel Carvallo
El Contraalmirante Gabriel Carvallo fue un marino militar mexicano que participó en la Revolución mexicana. Nació en Alvarado, Veracruz, en 1864. Ingresó al Colegio Militar y en 1880 se graduó como guardiamarina. Fue comisionado a El Havre, Francia, para traer la Corbeta "Zaragoza". En 1897 estuvo al mando del velero "Yucatán", que servía para prácticas en la Escuela Naval de Veracruz. En 1914 se incorporó a la lucha constitucionalista en el sur de Veracruz. Ostentó el grado de contraalmirante y fue director de la Escuela Naval de Veracruz. Con dicho cargo se unió a la Rebelión delahuertista, en 1923; al ser derrotado se exilió en Nueva Orleans, Estados Unidos, donde trabajó como cargador de muelle. Volvió al país y fue designado capitán general de los puertos de Tuxpan y Tampico. Murió en Alvarado, Veracruz, en 1959. 